# نشان رسمی عربستان سعودی

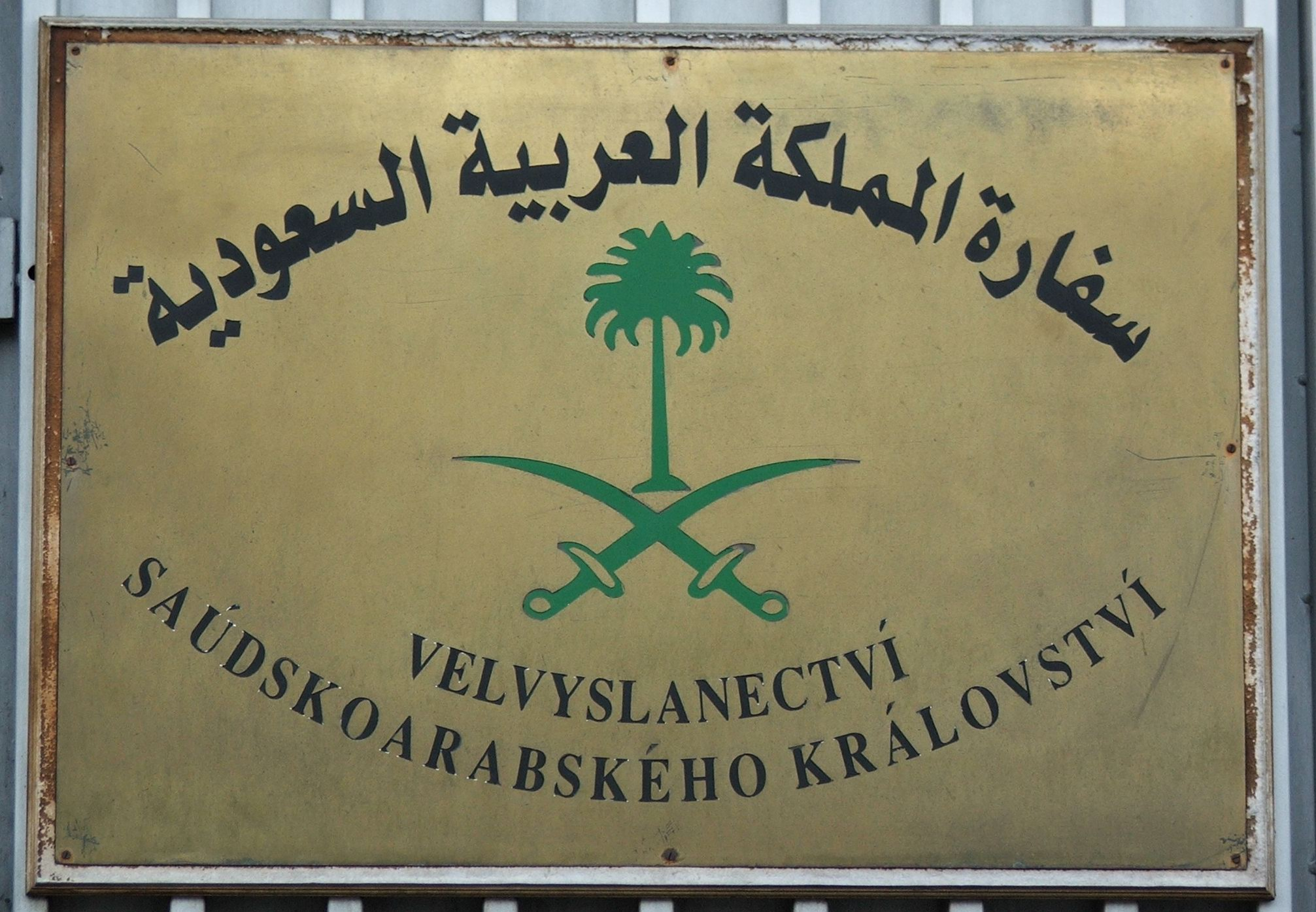
نشان رسمی عربستان سعودی در سفارت عربستان سعودی در پراگ، جمهوری چک

نشان ملی عربستان سعودی (به عربی: شعار السعودیة)، در سال ۱۹۵۰ به تصویب رسید. مطابق قانون اساسی عربستان، شامل دو شمشیر ضربدری با درخت نخل در فضای بالا و میان شمشیرها است.
این دو شمشیر نشان‌دهنده پادشاهی حجاز و سلطان‌نشین نجد و وابستگی‌های آن است که در سال ۱۹۲۶ تحت پادشاهی ملک عبدالعزیز ،متحد شدند. این نشان بیانگر این است که فقط از طریق عدالت می‌توان به شکوفایی دست یافت. درخت نخل نماد سعادت است و شمشیرهای ضربدری نشان‌دهنده عدالت هستند. درخت خرما معرف دارایی‌های پادشاهی است که به عنوان مردمان عربستان، فرهنگ عربستان، تاریخ عربستان و منابع طبیعی آن تعریف شده است؛ بنابراین، دیده می‌شود که درخت خرما توسط دو شمشیر درحال محافظت است، که نمایانگر نیروهایی است که در دفاع از ملت عربستان استفاده می‌شود.

## نمادهای تاریخی

نشان ملی پادشاهی حجاز از سال ۱۹۱۶ تا ۱۹۲۵
نشان ملی پادشاهی حجاز و نجد از سال ۱۹۲۵ تا ۱۹۳۲
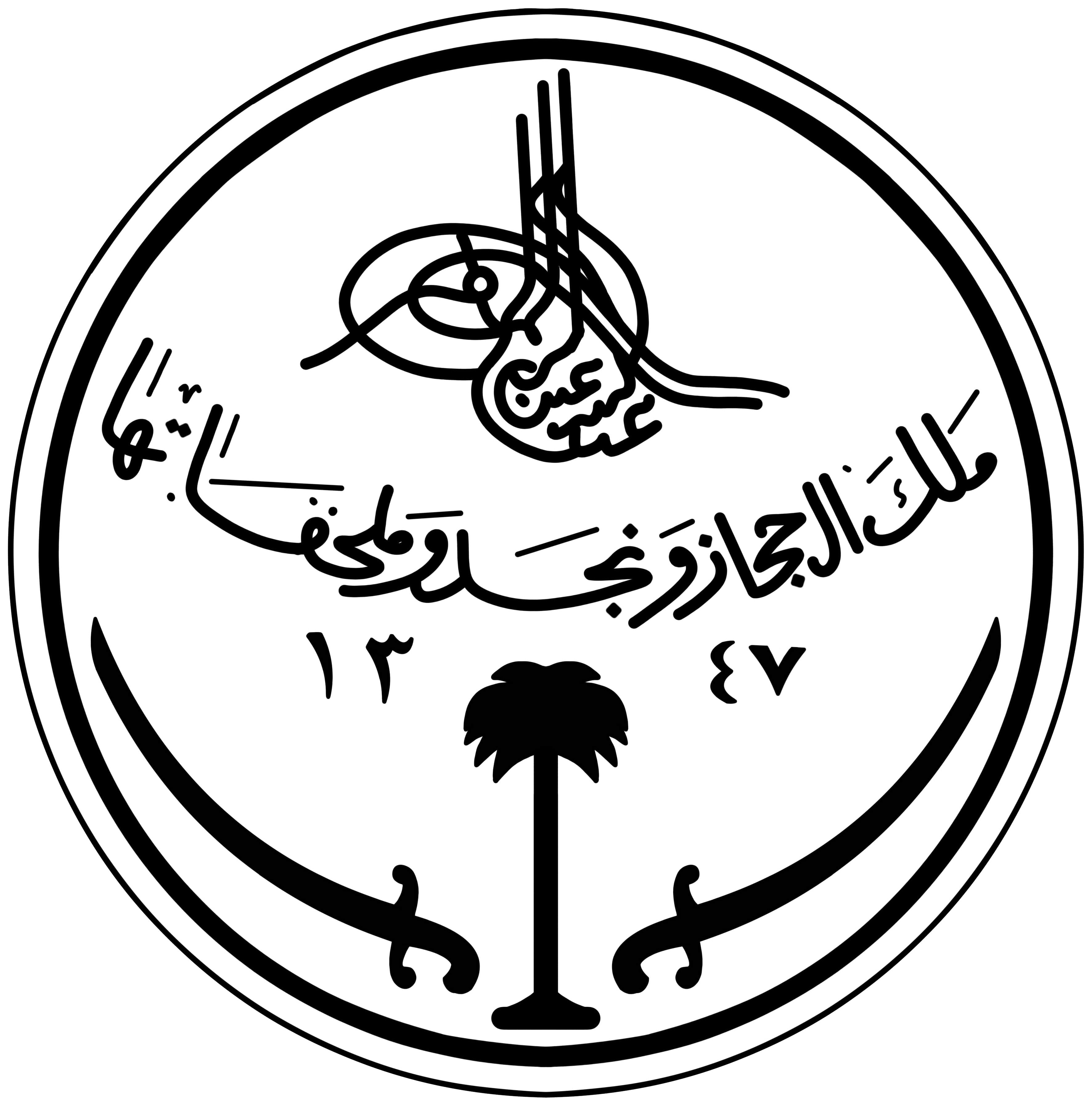
مهر عربستان سعودی از سال ۱۹۳۲ تا ۱۹۵۰

## استفاده

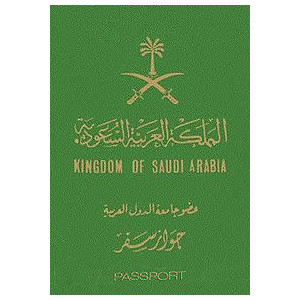
گذرنامه با نشان ملی سعودی

این نشان در اسناد دولتی، نمایندگی‌های دیپلماتیک و همچنین چندین پرچم عربستان سعودی دیده می‌شود. بر روی پرچم نیروهای مسلح عربستان این نشان به رنگ طلایی نقش بسته است، همچنین در پرچم عربستان یک شمشیر مشابه نقش بسته و نماد پایین نشان آن شهادتین است.